# Tibati
Tibati es una comuna camerunesa perteneciente al departamento de Djérem de la región de Adamawa.
En 2005 tiene 72 081 habitantes, de los que 22 869 viven en la capital comunal homónima.
Se ubica en el cruce de las carreteras N6 y N15, a orillas del embalse de Mbakaou.

## Localidades
Comprende la ciudad de Tibati y las siguientes localidades:
- Bantaï
- Barode
- Boninting
- Daber
- Daber-Mbang
- Djaouro Koumbo
- Djoah
- Djombi
- Djoussi-Malaou
- Foret
- Gongotoua
- Goumbi
- Kandje
- Karna
- Koata
- Lainde Ngoudda
- Liboum II
- Lippel
- Maback'la
- Mafo Mere
- Mahka Boubala
- Mahor
- Maisaba
- Makandao
- Mandjara
- Mangle
- Masse
- Mayo Kewol
- Mbakaou
- Mbamti Katarko
- Mbansiri
- Mbanti-Mbang
- Mbella-Assom
- Mbidira
- Mbirim
- Mbitom
- Mbitom Kassa
- Meidjamba
- Mengack
- Minim
- Modibo Saliou
- Naskoul
- Ngaoubela
- Ngatt
- Nyadjida
- Pang
- Sola
- Tongo